# Эукленн, Ветле
Ветле Эукленн (норв. Vetle Auklend; род. 22 марта 2005, Ставангер, Ругаланн) — норвежский футболист, защитник клуба «Викинг».

## Клубная карьера
Эукленн — воспитанник клуба «Викинг». 21 апреля 2024 года в матче против «Фредрикстада» он дебютировал в Типпелиге.

## Международная карьера
В 2024 году в составе юношеской сборной Норвегии Эукленн принял участие в юношеском чемпионате Европы в Северной Ирландии. На турнире он сыграл в матчах против сборных Северной Ирландии и Турции.